# La Chapelle-Heulin

La Chapelle-Heulin este o comună în departamentul Loire-Atlantique, Franța. În 2009 avea o populație de 2,962 de locuitori.